# Størens kommun
Størens kommun (norska: Støren kommune) var en kommun i Sør-Trøndelag fylke i Norge. Tätorten Støren utgjorde kommunens centralort.

## Administrativ historik
Størens kommun upprättades den 1 januari 1838 (som Støren formannskapsdistrikt) när Formannskapslovene från 1837 trädde i kraft. Kommunen omfattade då den västra delen av nuvarande Midtre Gauldals kommun (socknarna Budal, Soknedal och Støren) samt den södra delen av nuvarande Melhus kommun (Horgs socken).
1841 bröts de båda kommunerna Horg och Soknedal ut ur kommunen som då minskade från 6 652 invånare före delningen till 2 312 invånare efter.
1879 bröts Budals kommun ut ur kommunen som då minskade från 2 425 invånare före delningen till 1 840 invånare efter. Den återstående delen omfattade den nordvästra delen av nuvarande Midtre Gauldals kommun.
Ett obebott område (med fäbodar och slåtterängar) överfördes från Størens kommun till Budals kommun.
Den 1 januari 1964 gick Størens kommun, tillsammans med kommunerna Budal, Singsås och  Soknedal upp i den då nybildade Midtre Gauldals kommun. Kommunens hade då 2 296 invånare.